# Ana Vieira Leite
Pour les articles homonymes, voir Leite.
Ana Vieira Leite est une chanteuse lyrique soprano portugaise spécialisée dans le répertoire baroque.

## Biographie
Ana Vieira Leite naît et grandit à Braga, au Portugal. Elle suit des cours de violon au conservatoire Calouste Gulbenkian à partir de l'âge de six ans et pendant une douzaine d'années. À l'âge de quinze ans, elle découvre le théâtre et se voit proposer une formation lyrique, qu'elle suit sous la conduite de Liliana Coelho,,.
En 2013, elle entre à l'Escola superior de música e artes do espetáculo (pt) où elle obtient un diplôme en chant, une maîtrise et un diplôme de troisième cycle en opéra et études musicales[réf. nécessaire].
Elle quitte ensuite le Portugal pour se former à la Haute École de musique de Genève. Elle en sort diplômée en 2020, date à laquelle elle est également lauréate du Concours international de chant baroque de Froville.
En 2021 elle est lauréate de la X Academie "Jardin des Voix" de Les Arts Florissants où elle a eu l'opportunité de participer à une tournée européenne dans le rôle de Partenope, dans Partenope de Haendel mis en scène par William Christie et Paul Agnew.

## Répertoire
Ana Vieira Leite, dont la formation initiale est plutôt tournée vers le bel canto, se spécialise ensuite rapidement dans le répertoire vocal baroque, notamment en coopérant fréquemment avec Les Arts florissants et Cappella Mediterranea, puis en fondant le trio vocal « la Néréide » avec Julie Roset et Camille Allérat,,.
Elle chante notamment le rôle de Créuse dans Médée de Marc-Antoine Charpentier en 2024 à l'Opéra Garnier,.
Elle met également en valeur le patrimoine baroque portugais, notamment dans des lieux où il est mal connu, comme à Prague.
Plus récemment, elle interprète l'Amour des fêtes d'Hébé de Jean-Philippe Rameau, en décembre 2024 à l'Opéra Comique sous la direction de William Christie, dans une mise en scène de Robert Carsen.

## Distinctions et critiques
Elle a notamment remporté le premier prix du Concurso Internacional Cidade de Almada en 2018, le premier prix du Premio Helena Sá e Costa en 2017, le premier prix du Concurso de Canto da Fundação Rotária Portuguesa et le second prix du Premio Jovens Músicos,.
Elle est considérée comme « la complice parfaite pour [le] répertoire [baroque] ».